# Bentley Continental Flying Spur
Ne doit pas être confondu avec Bentley Continental ou Bentley Flying Spur.
La Bentley Continental Flying Spur est une berline du constructeur automobile britannique Bentley, variante 4 portes de la Bentley Continental GT, sortie en 2005.

## Continental Flying Spur

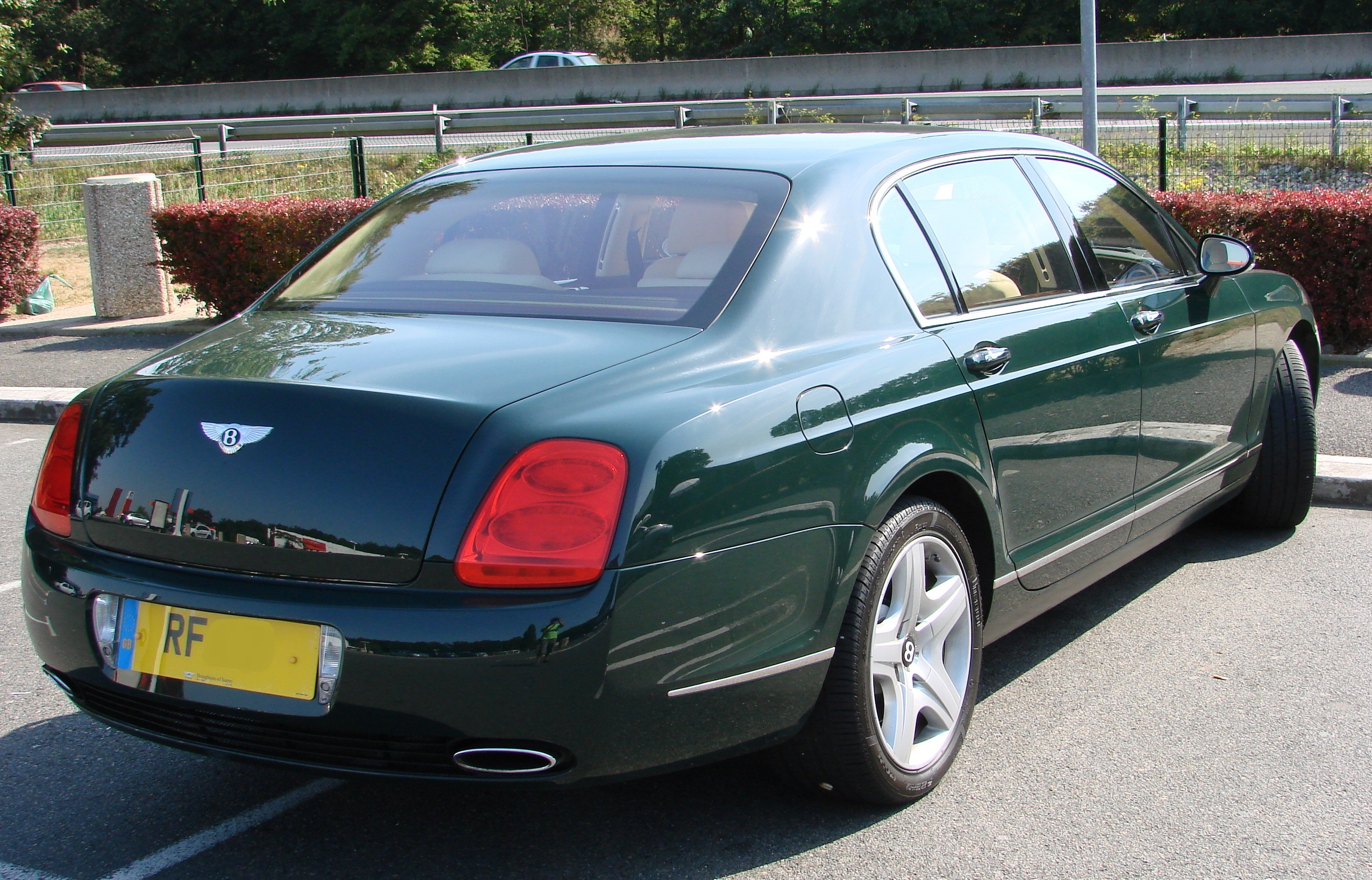
Vue de 3/4 arrière.

La Bentley Continental Flying Spur est équipée d'un W12 6,0 L bi-turbo d'une puissance de 560 ch. Comme la Continental GT, la Continental Flying Spur est montée sur la plate-forme de la Volkswagen Phaeton. La Bentley Continental Flying Spur était fabriquée dans les usines d'assemblage de Crewe en Angleterre et à Dresde en Allemagne.

## Continental Flying Spur Speed
En 2009, Bentley dévoile la Bentley Continental Flying Spur Speed. Elle est extérieurement similaire à la Continental Flying Spur normale : elle présente plus de chrome, l'arrière est plus fin et la calandre est moins inclinée. Le moteur passe de 560 ch à 610 ch
, et le couple de 650 N m à 1 610 tr/min à 750 N m à partir de 1 750 tr/min jusqu'à 5 600 tr/min. Avec une vitesse maximale de 322 km/h, la Speed est la berline la plus rapide du monde.